# Franziskanerplatz (Wien)
Der Franziskanerplatz befindet sich im 1. Wiener Gemeindebezirk, der Inneren Stadt. Er heißt seit 1701 so nach dem hier gelegenen Franziskanerkloster.

## Geschichte

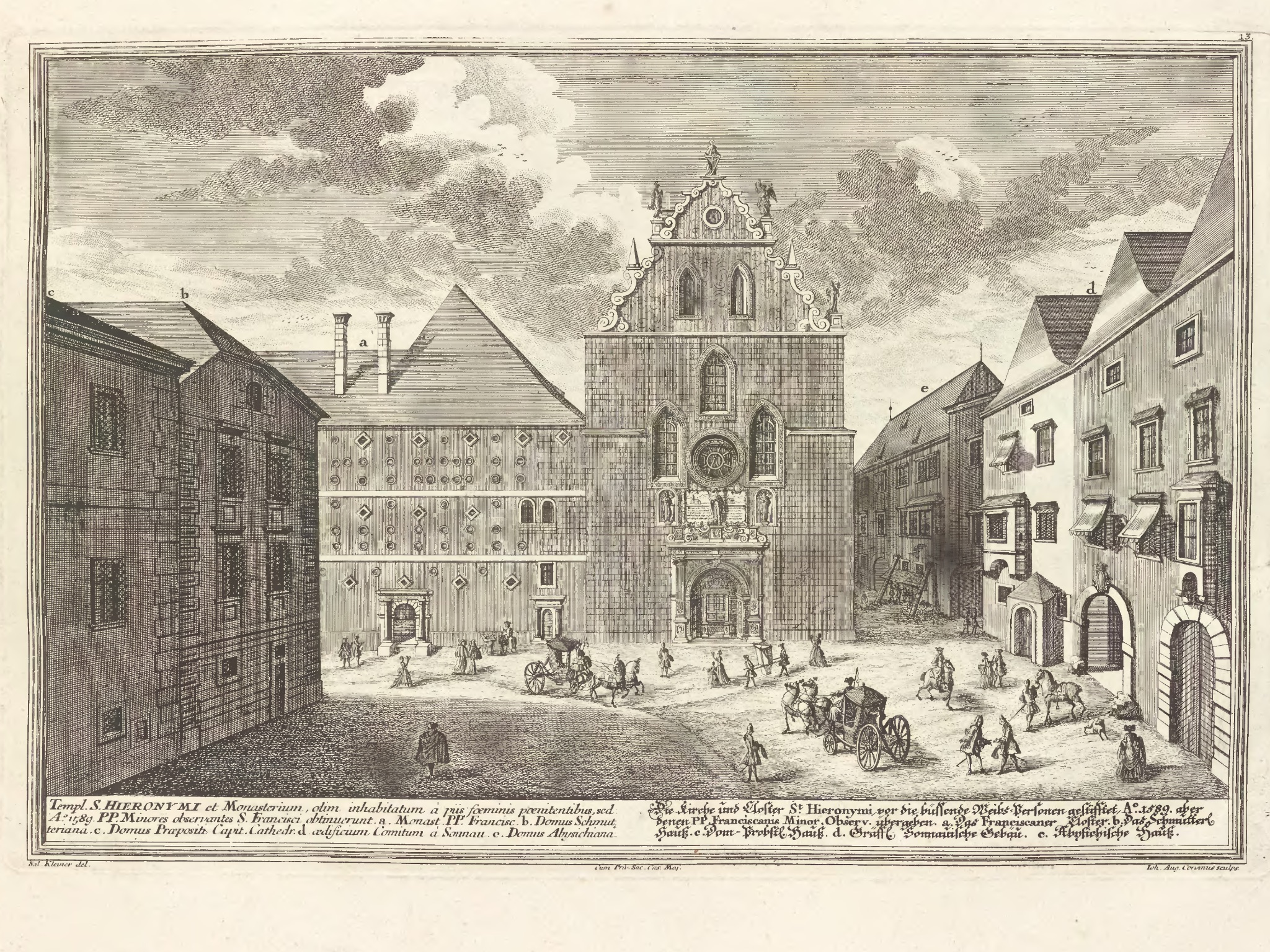
Franziskanerplatz 1724, noch ohne Brunnen

Ursprünglich gab es an dieser Stelle keinen Platz, sondern eine namenlose Gasse, die vor dem Franziskanerkloster zwischen Singerstraße und Weihburggasse verlief. Erst 1434 wurde sie als Gässlein, da man zu St. Jeronim geht bezeichnet. Da die Zufahrt zu Kirche und Kloster sehr eng war, kämpften die Franziskaner längere Zeit um eine Verkehrsverbesserung. 1624 wurde das freistehende Gebäude unmittelbar vor der Franziskanerkirche, das Oellerische Stiftungshaus Zur blauen Lilie, abgebrochen, wodurch der Platz entstand. Der weiterhin bestehen bleibende Rest der Gasse wurde in den Platz einbezogen, der somit ein L-förmiges Aussehen besitzt. Ab 1701 ist der Name Franziskanerplatz (mit unterschiedlichen Varianten wie Franciscanerplatz, Franciscaner-Plätzl oder Franziscanerplatz) belegt.

## Lage und Charakteristik
Der malerische Altstadtplatz liegt zwischen Singerstraße und Weihburggasse entlang des östlich gelegenen Franziskanerklosters. Im nördlichen Teil bei der Singerstraße handelt es sich um eine Gasse, im südlichen Teil bei der Weihburggasse um einen Platz, in dessen Mitte sich der Mosesbrunnen befindet. Der Platz gibt den Blick auf die Franziskanerkirche frei. Mit Ausnahme des Fahrstreifens, der ein durchgehendes Befahren der Weihburggasse ermöglicht, ist der Franziskanerplatz eine Fußgängerzone. Beim Belag handelt es sich um Kopfsteinpflaster.
Der Platz wird gerne von Touristen besucht. Hier befinden sich mehrere Lokale und gehobene Ladengeschäfte. Außerdem sind Kirche und Kloster Anziehungspunkte, wobei in der Kirche auch Konzerte stattfinden.
Der gesamte östliche Teil des Platzes wird von der Fassade des Franziskanerklosters und der Franziskanerkirche eingenommen, die im Renaissancestil gehalten ist. Der übrige Teil der Gebäude besteht aus einem gut erhaltenen Bürgerhausensemble im Stil des Barock und des Klassizismus. Alle Bauwerke, eingeschlossen auch der Brunnen, stehen unter Denkmalschutz.

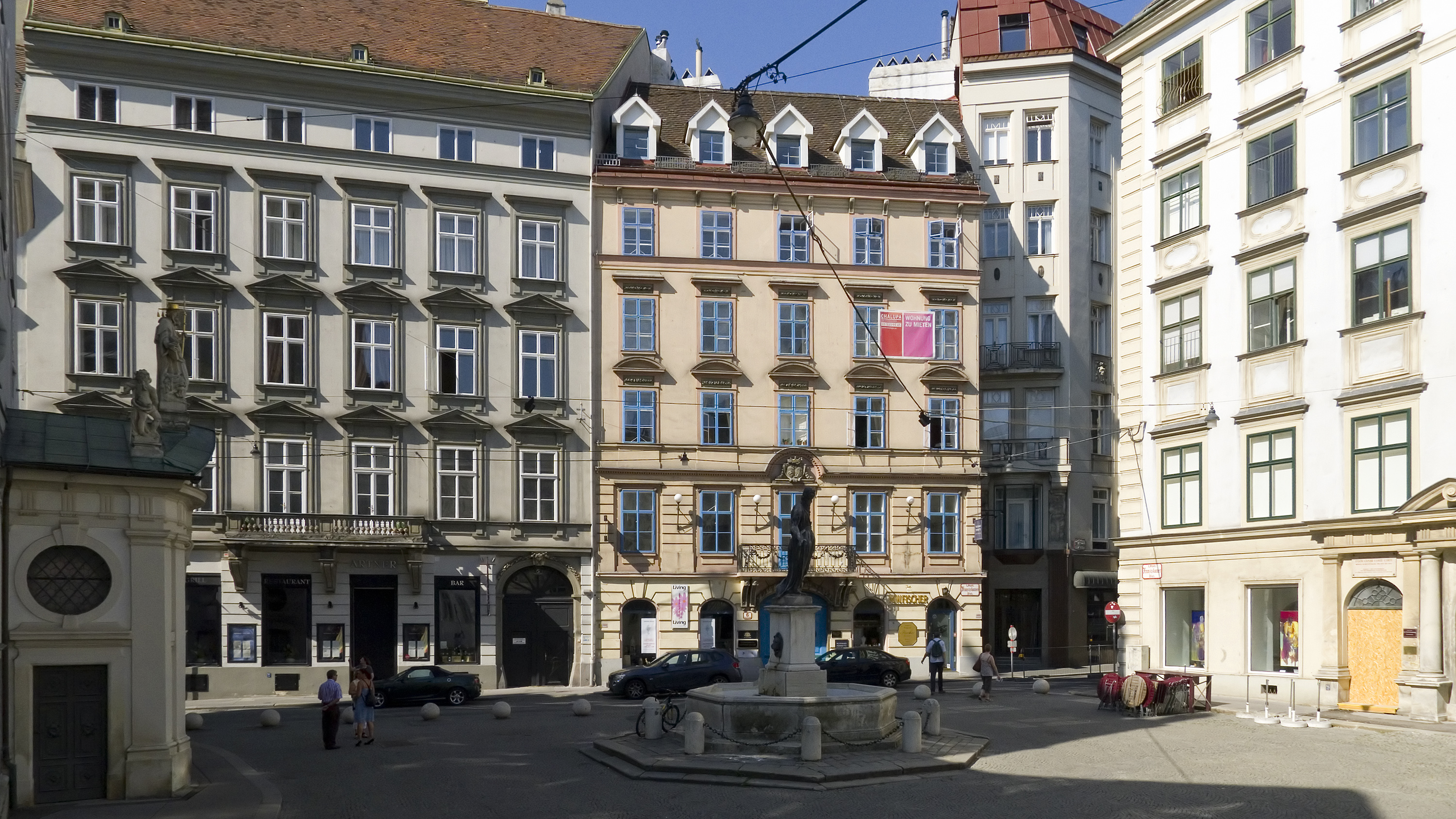
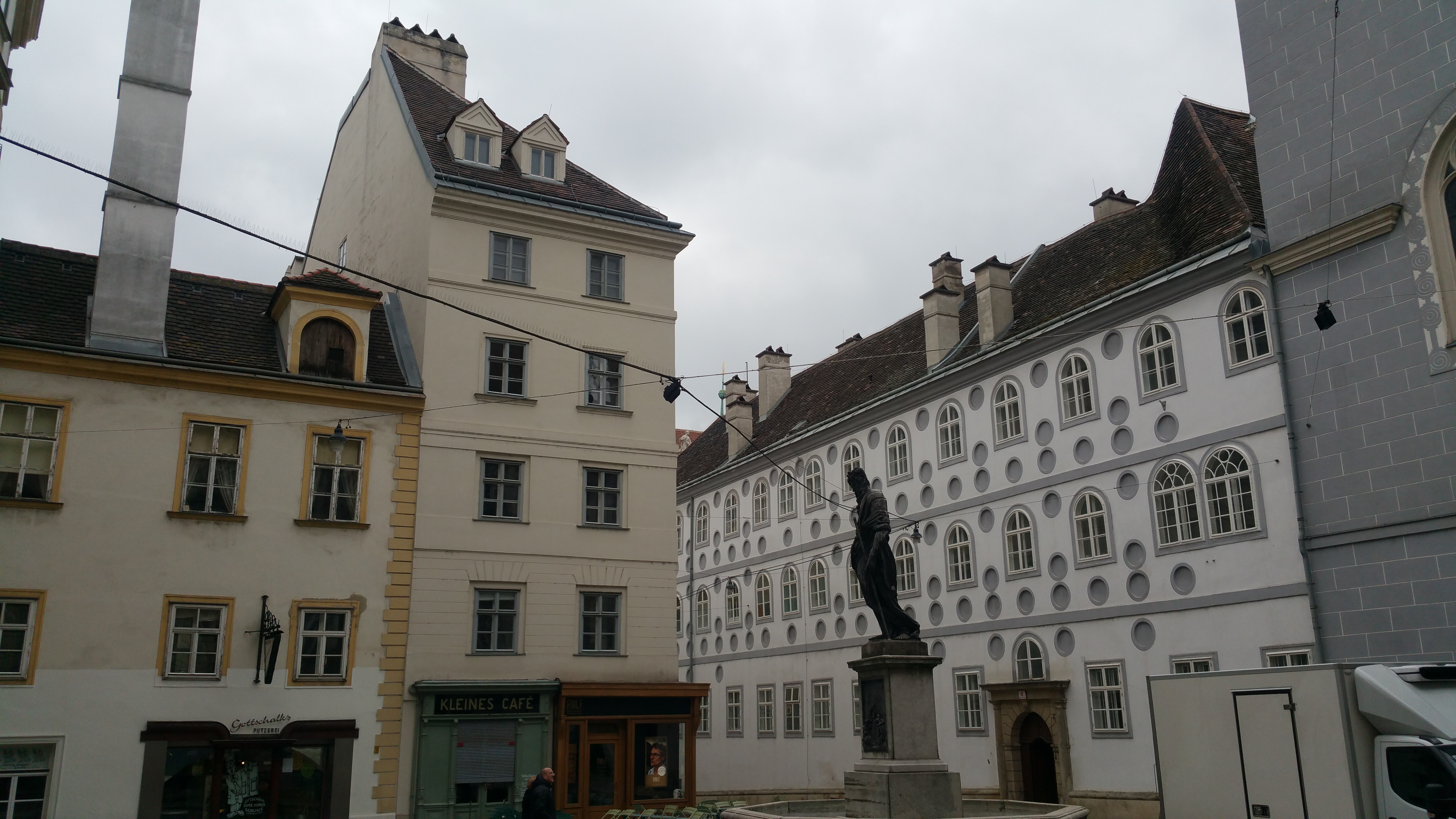
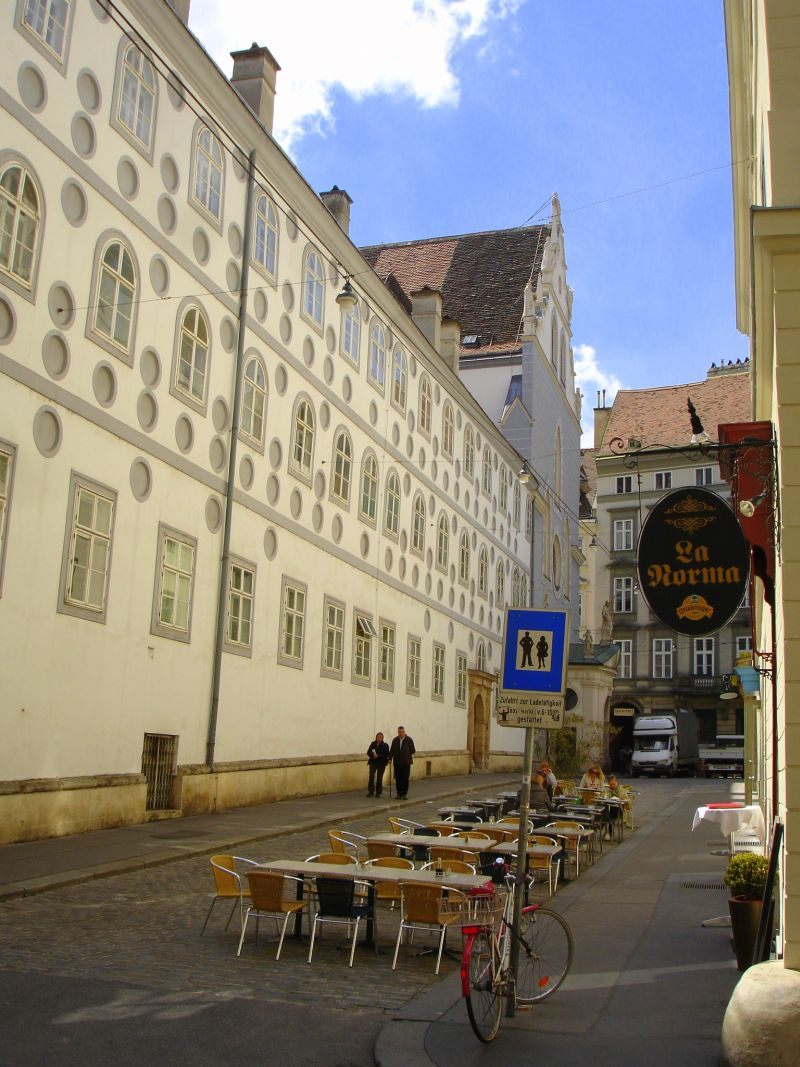
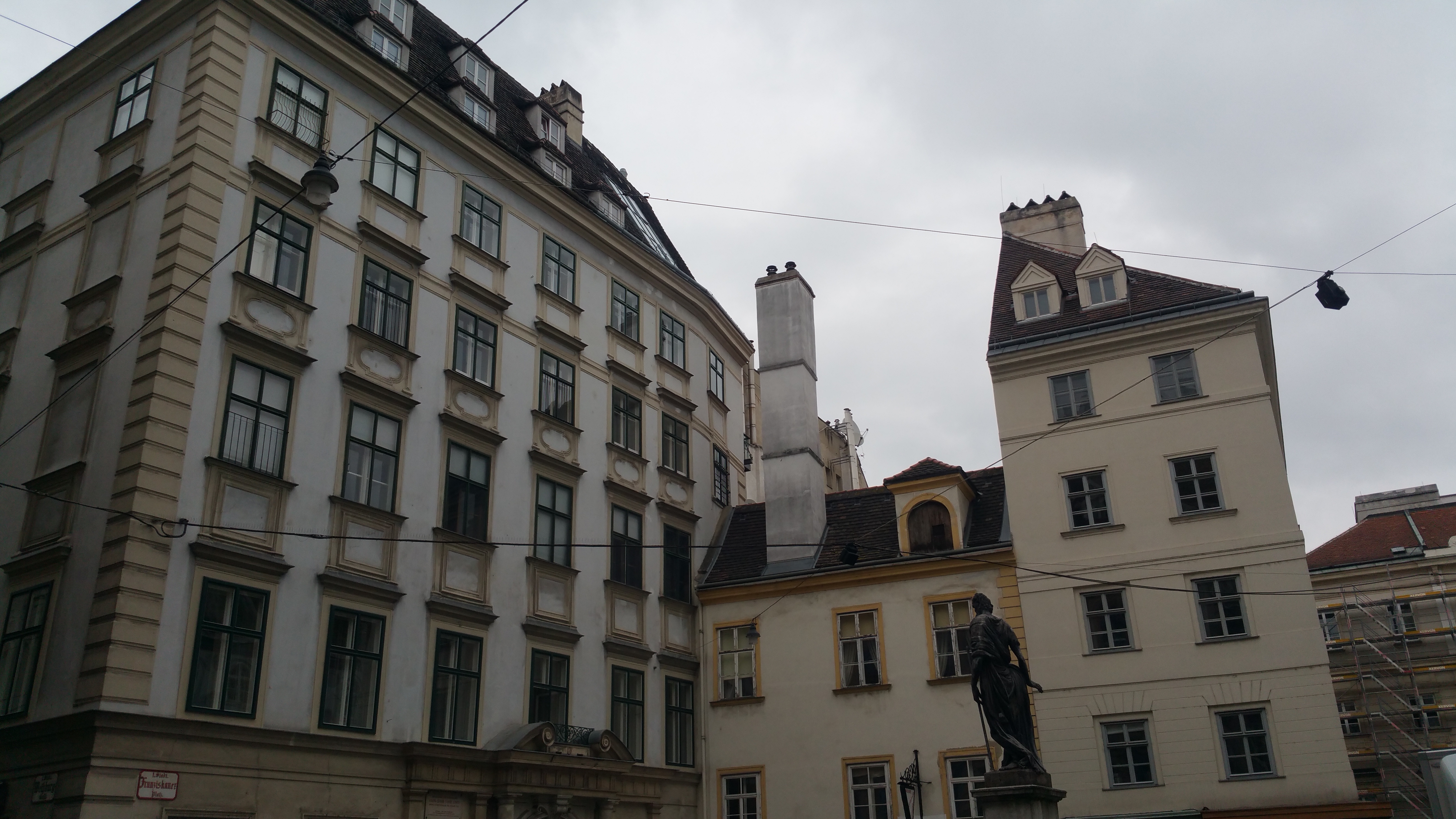
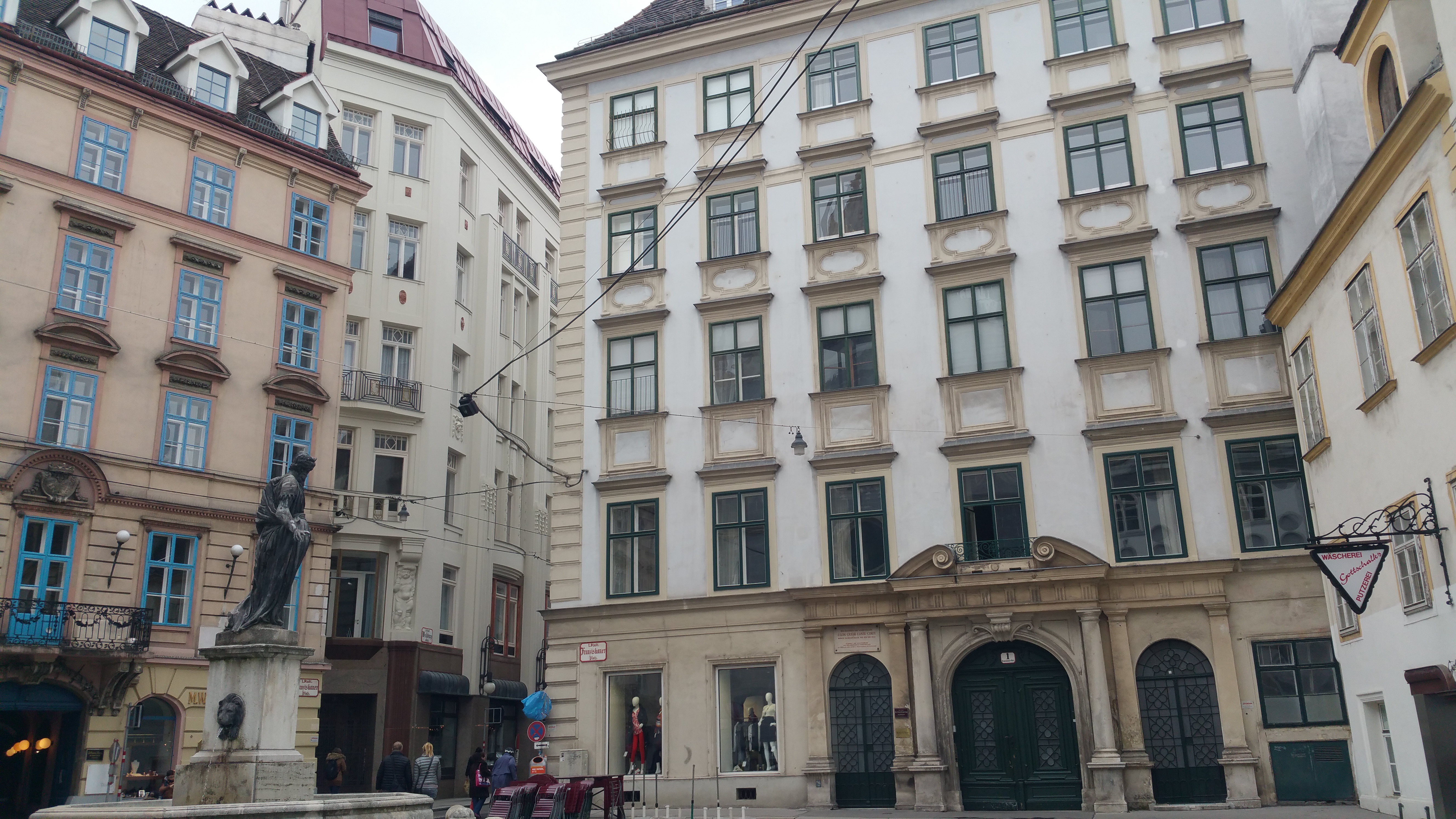

## Bauwerke

### Mosesbrunnen
→ siehe auch Hauptartikel Mosesbrunnen (Wien)
In der Mitte des Platzes vor der Franziskanerkirche befindet sich der Mosesbrunnen. Die oktogonale und leicht geschwungene, profilierte Brunnenschale aus dem 1. Viertel des 17. Jahrhunderts stand ursprünglich im Hof des Hauses Zum grünen Löwen (Franziskanerplatz 6). Sie wurde 1798 auf den jetzigen Standort versetzt und erhielt einen Sockel mit Löwenmaske als Wasserspeier und ein Relief, das die trinkenden Israeliten darstellt. Auf dem Sockel erhebt sich die 1798 von Johann Martin Fischer in Blei gefertigte frühklassizistische Statue des Moses, die Ende des 19. Jahrhunderts in Bronze gegossen wurde. In der Hand hält Moses einen Stab, mit dem er einst aus einem Felsen Wasser geschlagen haben soll. Anfang des 19. Jahrhunderts stand vor dem Brunnen ein Schilderhäuschen, das von vier, an hohen schwarzgelb gestrichenen Holzpfosten befestigten Öllaternen umgeben war. Der Brunnen steht unter Denkmalschutz.

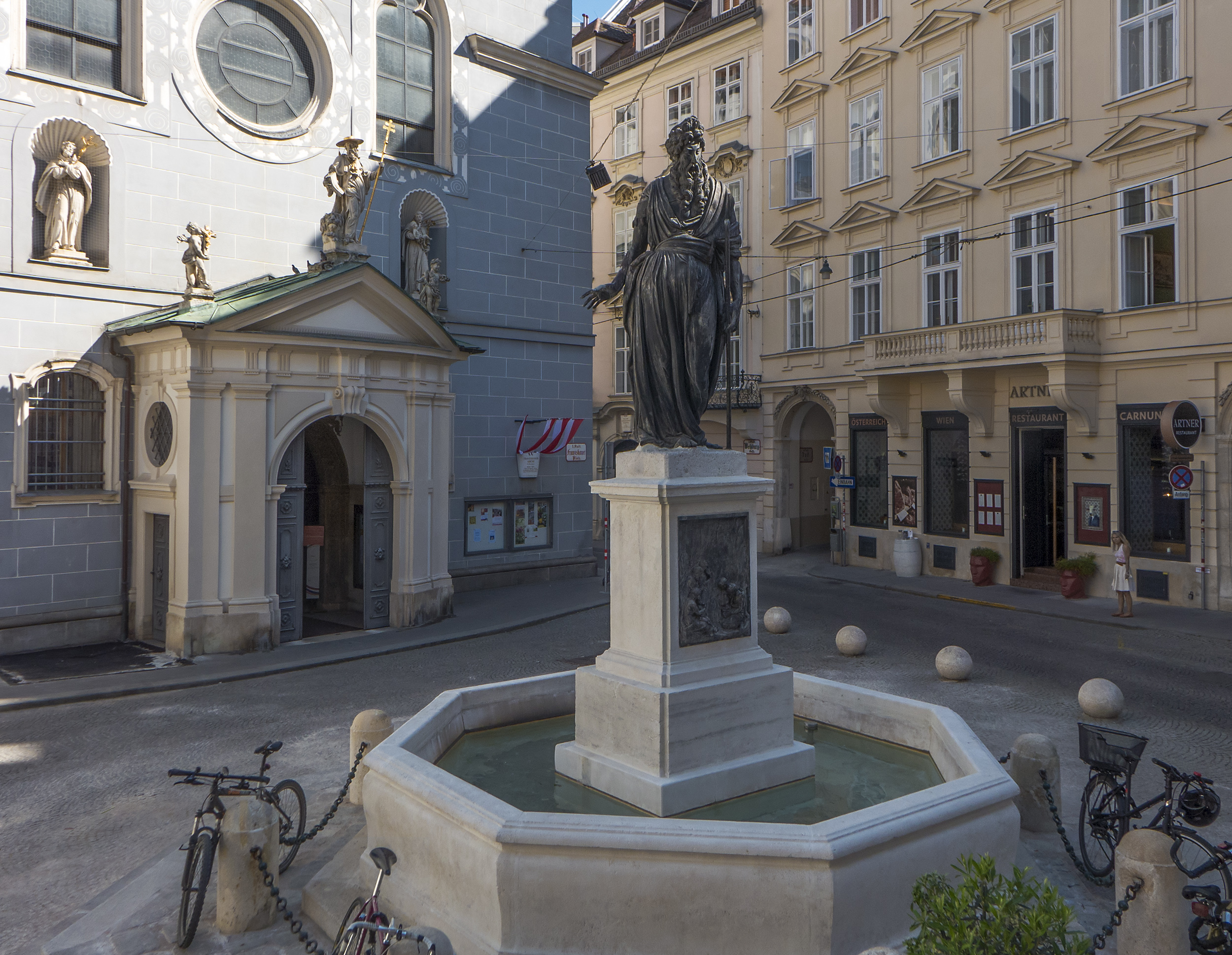
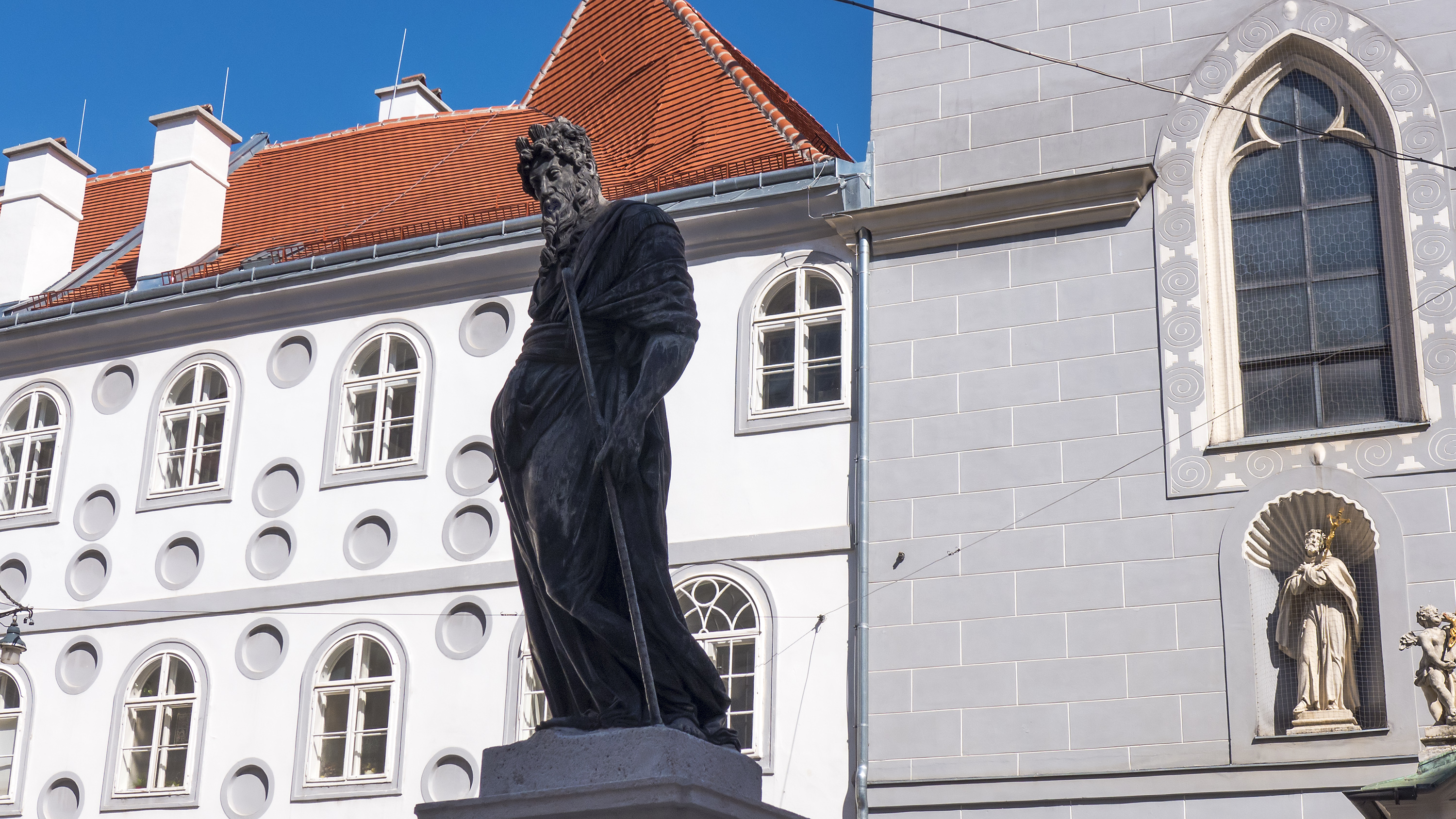
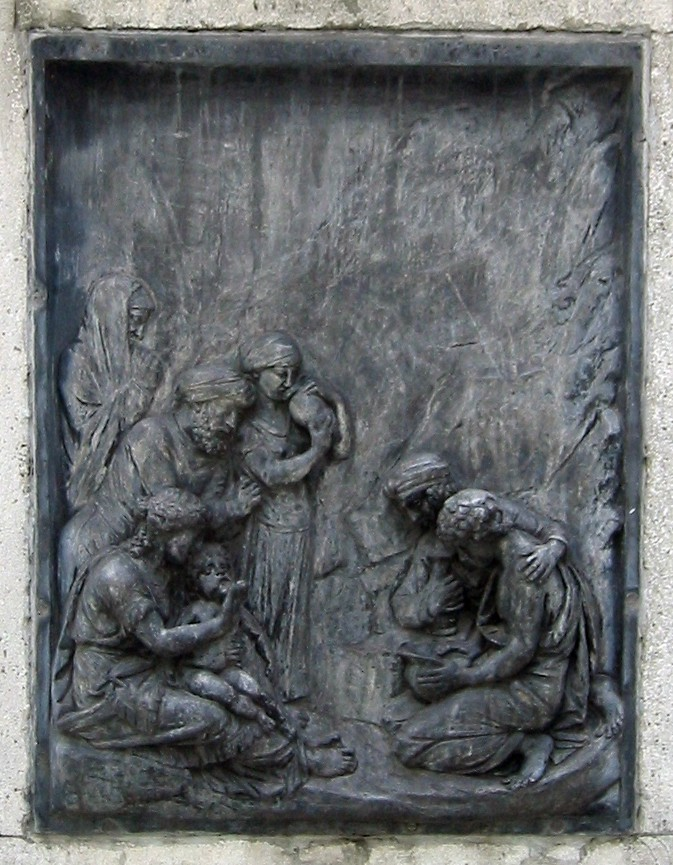
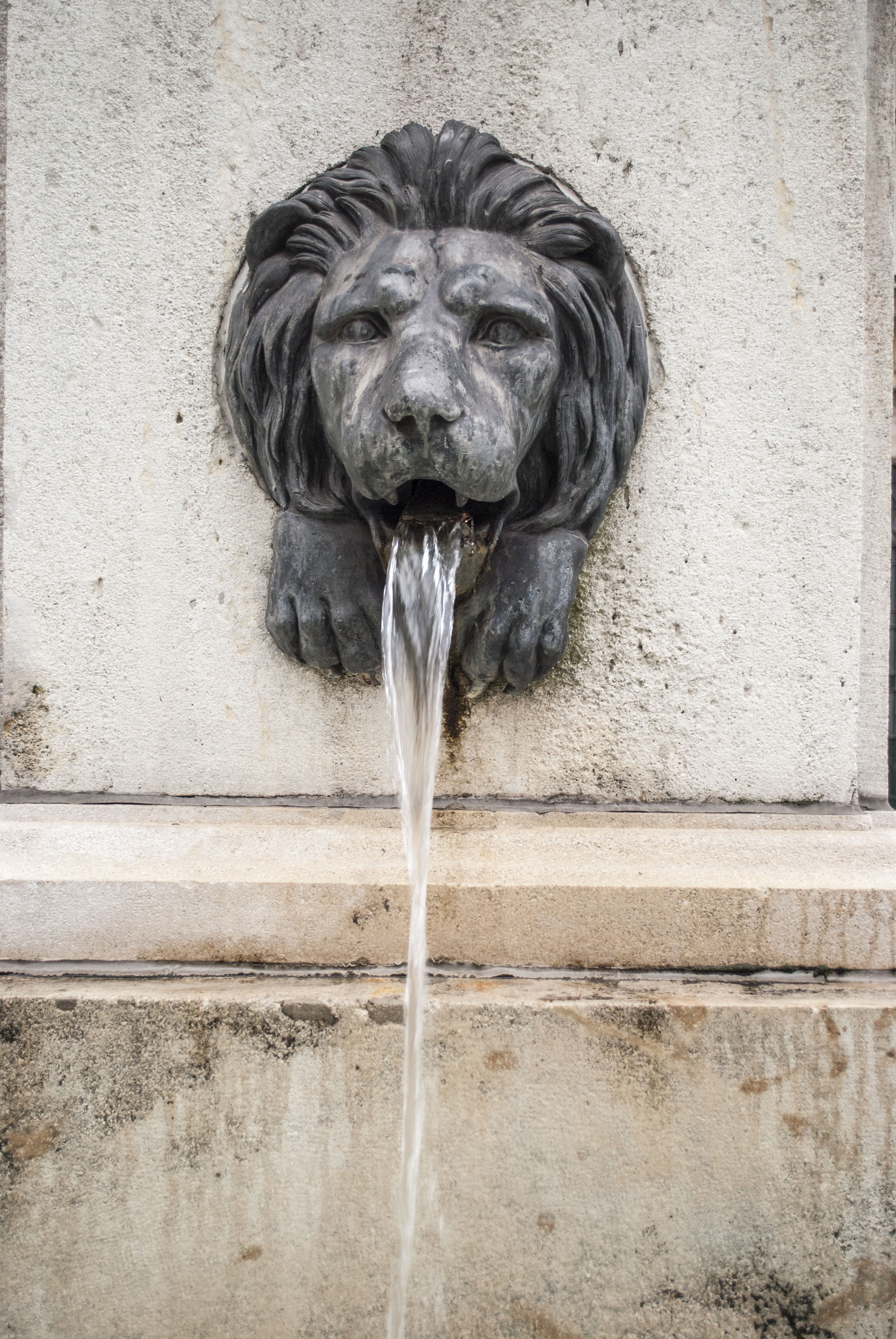
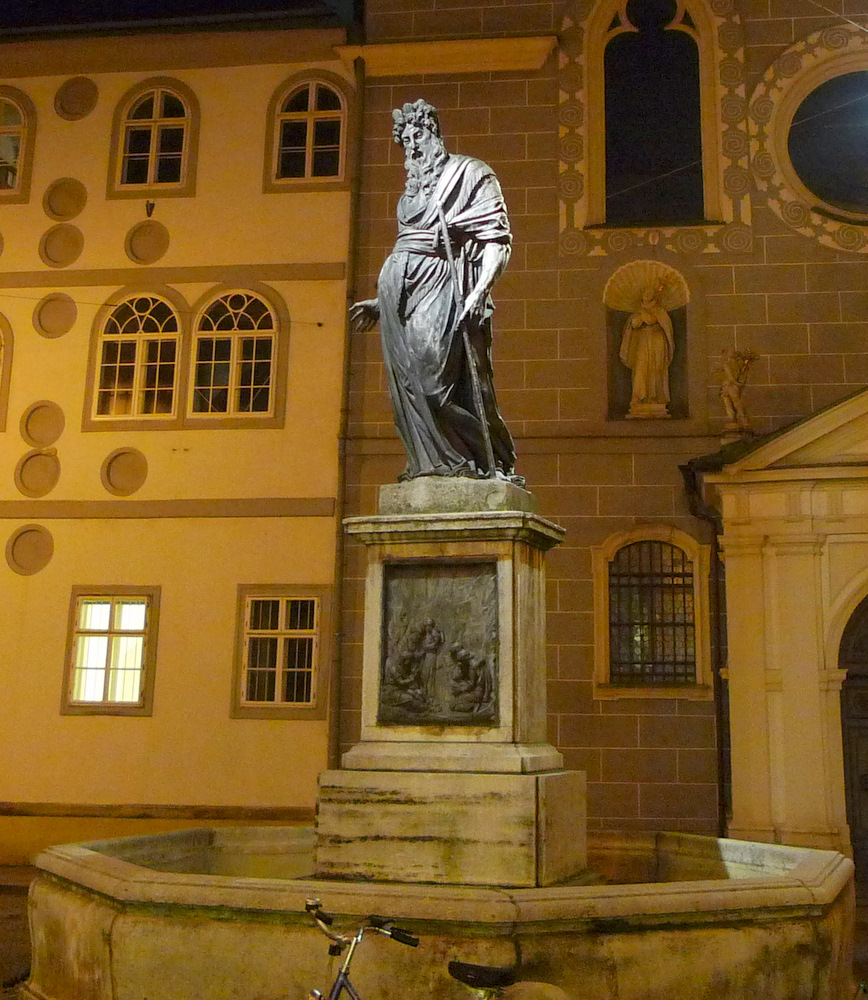

### Nr. 1: Orellisches Haus

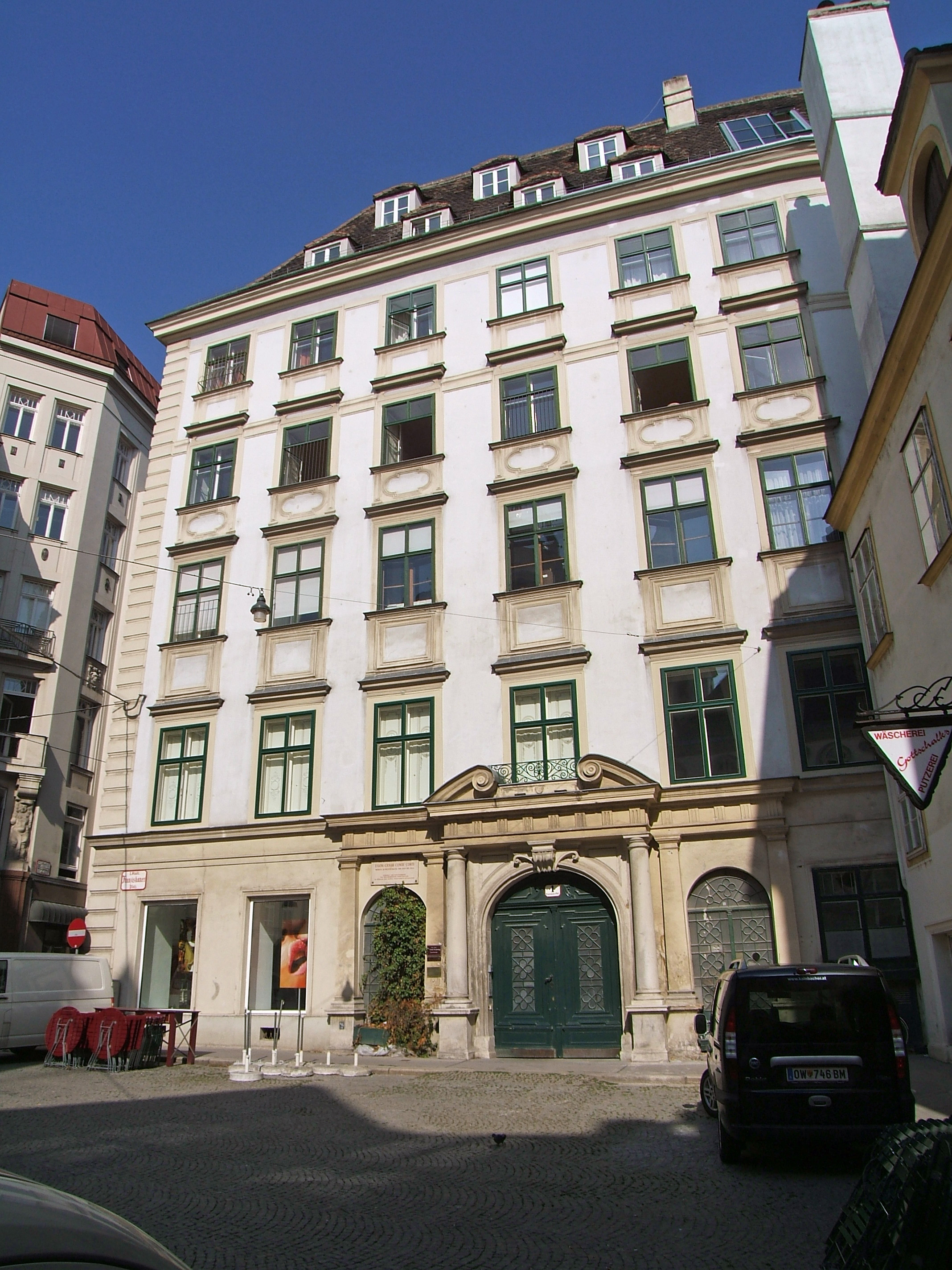
Orellisches Haus

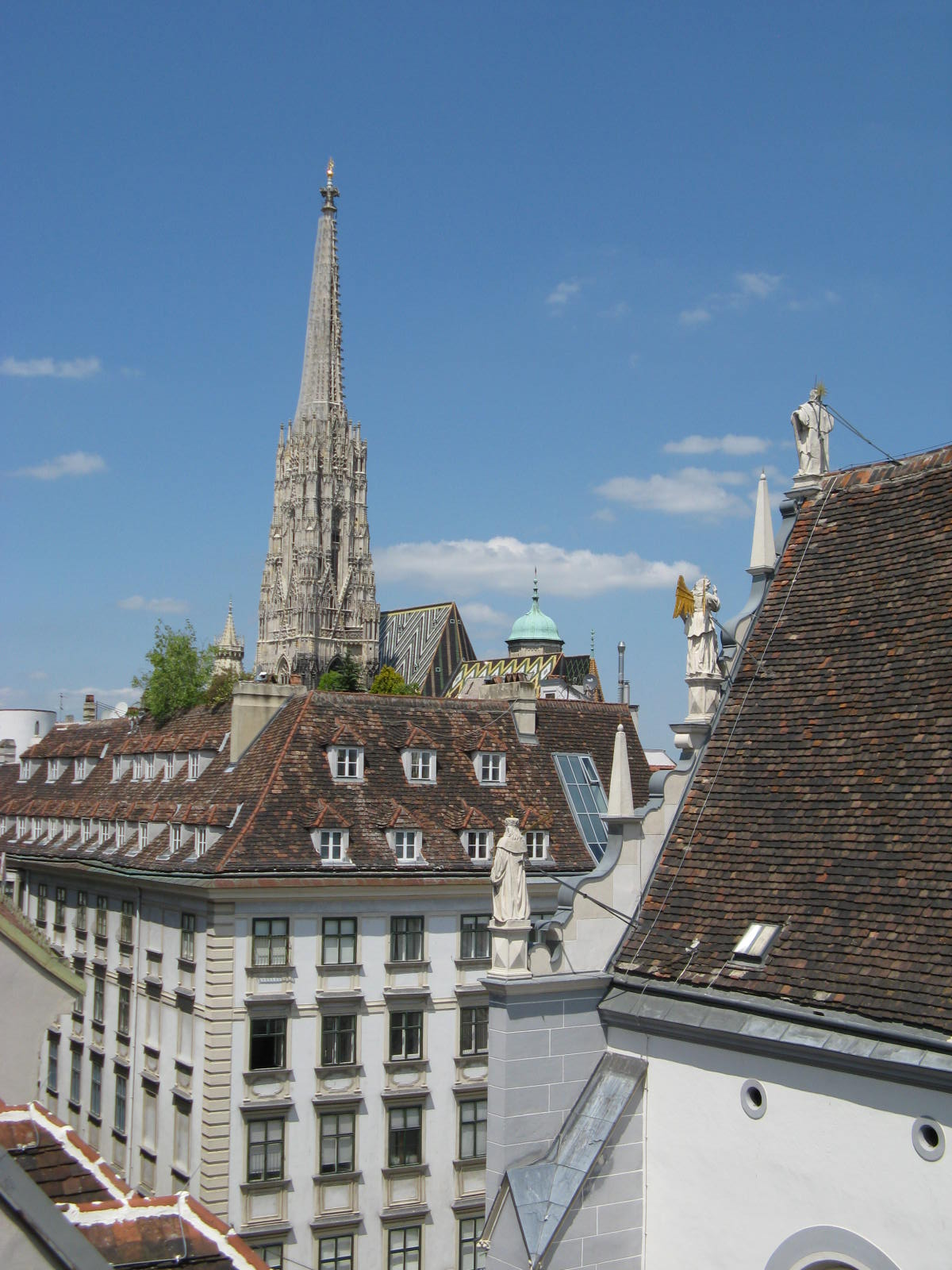
Blick über das Orellische Haus zum Stephansdom

Das Haus an der Ecke Weihburggasse / Franziskanerplatz wurde anstelle zweier Vorgängerbauten 1698 für Baron Peter von Orelli errichtet. Es liegt stilistisch am Übergang vom Früh- zum Hochbarock. Das 1756 aufgestockte Gebäude ist seit 1885 im Besitz der Familie Mautner Markhof. Von 1933 bis 1953 wohnte hier der Schriftsteller Egon Caesar Conte Corti, an den eine Gedenktafel erinnert. Die Fassade des Hauses wurde 1981 restauriert. 2010 bestand vorübergehend Einsturzgefahr, die Bewohner mussten evakuiert werden. 2008 kaufte hier die Opernsängerin Anna Netrebko eine große Dachgeschoßwohnung. Das Gasthaus Immervoll, 2000 von Hermann Czech gestaltet, besteht nicht mehr.
Die Fassade besteht aus vertikal durch Putzfelder miteinander verbundenen und gerade verdachten Fenstern. An der Weihburggasse befinden sich ein Erker und zwei Blendachsen; die Ecke ist gebändert. Bemerkenswert ist das Portal aus der zweiten Hälfte des 18. Jahrhunderts. Es handelt sich um ein Korbbogenportal zwischen toskanischen Säulen, darüber ein Triglyphenfries und in Voluten endender gesprengter Segmentgiebel mit Balkongitter. Wohl sekundär ist die dreiachsige Erweiterung des Tores mit ihren rundbogigen ehemaligen Gehtüren und toskanischen Pilastern. Diese dreiteilige Einfahrt wurde Ende des 19. Jahrhunderts durch eine Zwischenwand mit Holztür verbaut.
Die Einfahrt besitzt noch Spätrenaissancegewölbe. Im Hof befindet sich eine frühhistoristische kassettierte Eindeckung und darin ein barockes Brunnenbecken mit der Statue der Rebekka aus Zinkguss, 1846 von Adam Rammelmayer, die ursprünglich im Hof des Hauses Weihburggasse 4 stand. Im zweiten Innenhof sind geschlossene Pawlatschen auf mächtigen Konsolen des zweiten Viertels des 19. Jahrhunderts.
Im Erdgeschoß befinden sich Stichkappentonnen und Kreuzgratgewölbe aus der Zeit um 1600. 1995 wurde ein bemerkenswerter romanisierender Rundpfeiler aus Steintrommeln mit würfelförmigem Kapitell und entsprechender Basis freigelegt. An der barocken Vierpfeilertreppe mit Steinbalustrade sind Rundbogennischen mit den Figuren einer Venus von Josef A. Garella vom Anfang des 19. Jahrhunderts und die Porträts von Ignaz Mautner-Markhof und dessen Gemahlin von Carl Kundmann aus dem Jahr 1888 zu sehen. Beachtenswerter sind weiters die Wohnungstüren mit Vierpässen und Ätzgläsern aus dem zweiten Viertel des 19. Jahrhunderts. Auch in den Obergeschoßen finden sich noch vereinzelt vorbarocke Kreuzgratgewölbe. Räume im Mezzanin und in der Beletage sind späthistoristisch ausgestattet (um 1890).
Das Haus steht unter Denkmalschutz.

### Nr. 2: Alter Dompropsthof
Das im Kern spätmittelalterliche Haus wurde 1609 unter Melchior Khlesl als Dompropsthaus umgebaut. Peter Mollner hat es 1775 verändert. Es ist das Sterbehaus des Komponisten Johann Georg Albrechtsberger.
Die Fassade am Franziskanerplatz zeigt an der rechten Seite Ecksteine sowie unregelmäßige steingerahmte Fenster. Auffallend ist der sehr hohe Kamin und ein gemauerter Dachauszug.
Das Haus liegt an der Hauptadresse Singerstraße 22.

### Nr. 3: Wohnhaus

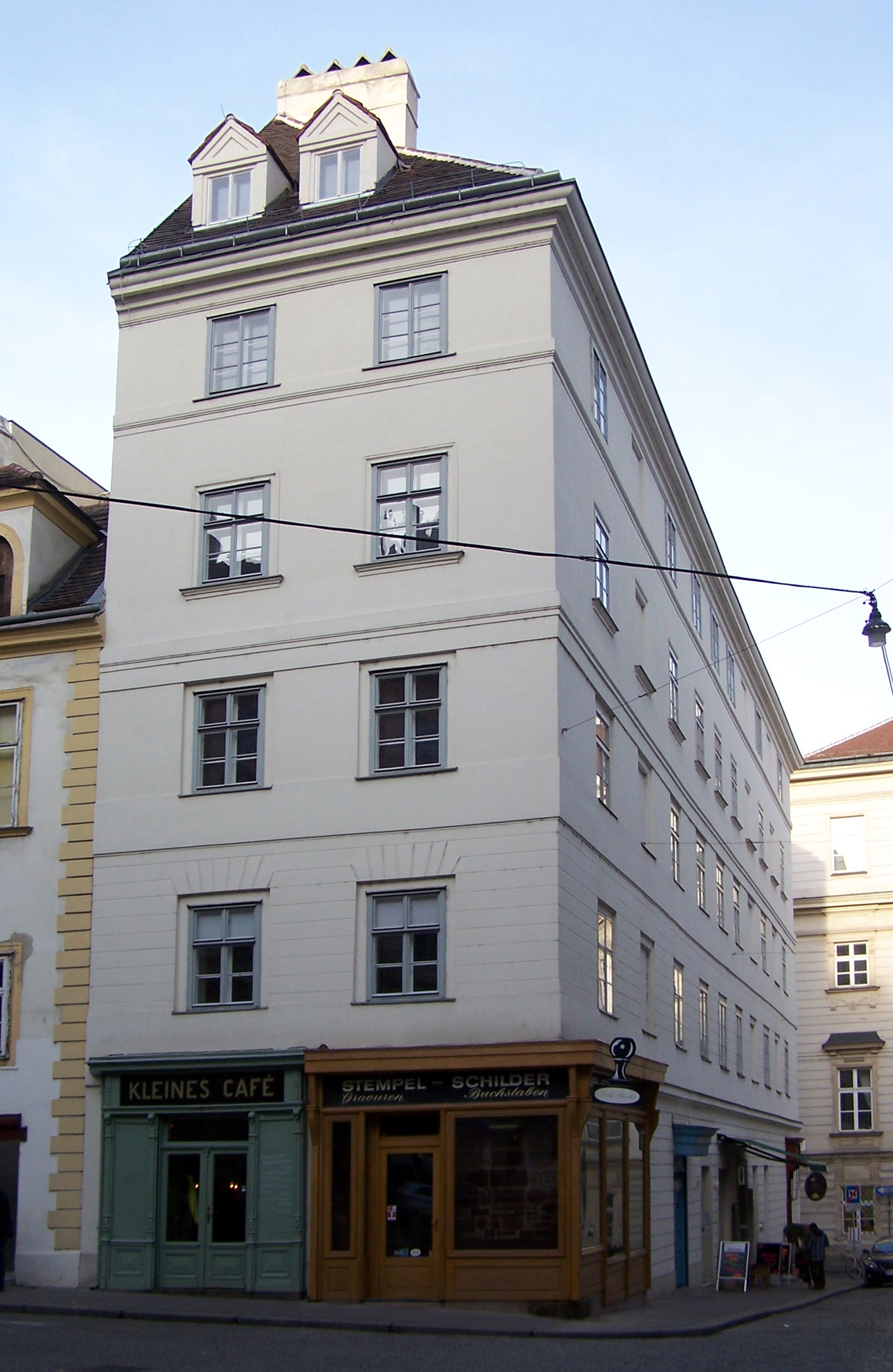
Franziskanerplatz 3

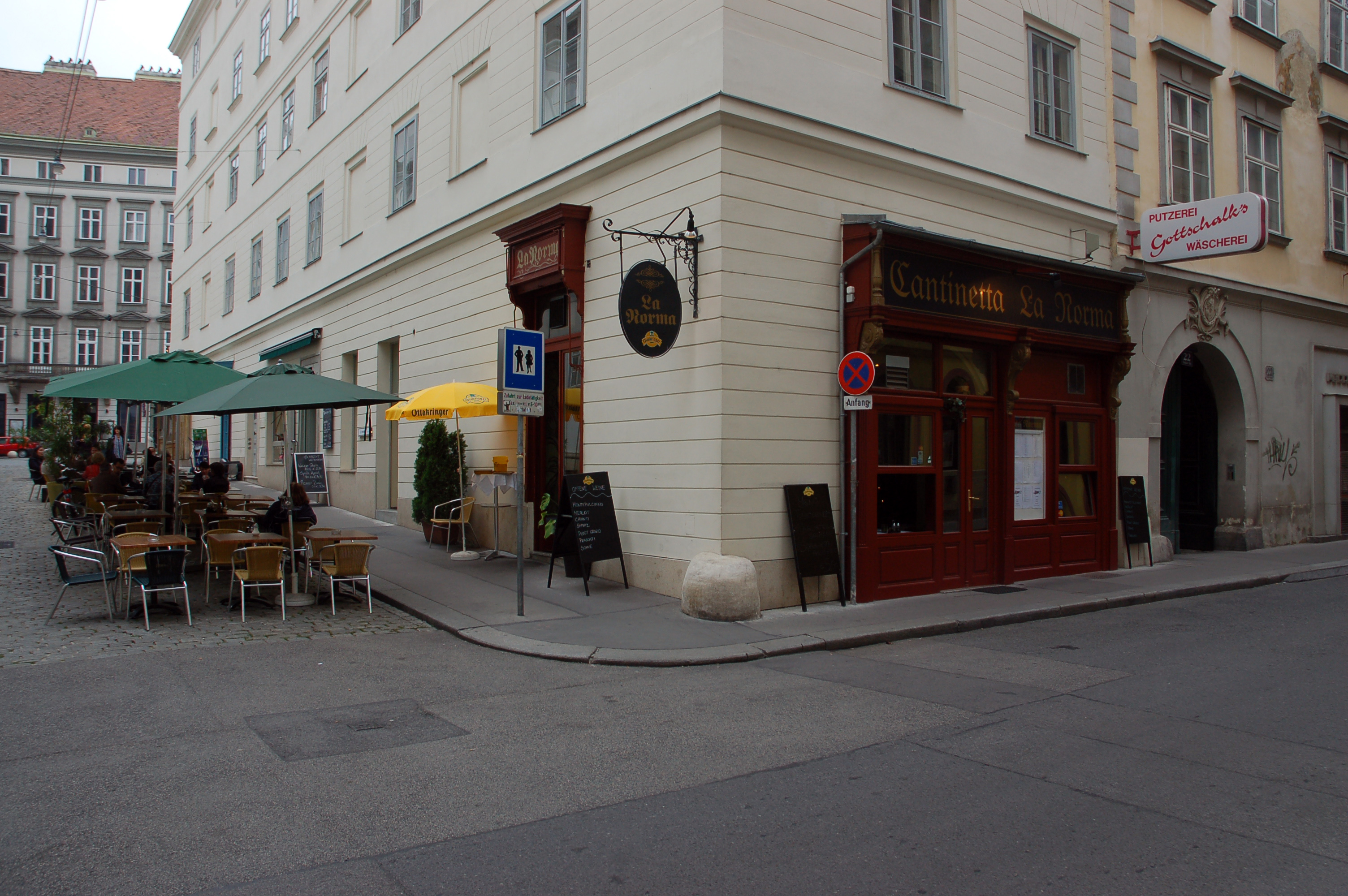
Die Seite zur Singerstraße

Das barocke Wohnhaus wurde 1802 von Adam Hildwein um zwei Geschoße aufgestockt und neu fassadiert. Es liegt an drei Seiten freistehend zwischen Singerstraße und Franziskanerplatz, dort wo letzterer von Gassen- zu Platzform wechselt. Die schlichte klassizistische Fassade ist im Erdgeschoß und ersten Obergeschoß genutet, darüber glatt verputzt. Dort verlaufen Gesimsbänder. Manche Fenster sind vermauert. Interessant sind späthistoristische Geschäftsportale aus dem Jahr 1893–1894. Das Kleine Café wurde 1970 von Hermann Czech gestaltet und 1973–1974 erweitert. Es besitzt verspiegelte Rückwände.
Im kleinen Innenhof befinden sich später geschlossene Pawlatschen. Eine gewendelte Zweipfeilertreppe von 1802 ist mit Solnhofner Bodenplatten versehen. 1994 konnte ein steingerahmtes ursprüngliches Außenfenster aus der Mitte des 16. Jahrhunderts freigelegt werden.
Das Haus steht unter Denkmalschutz.

### Nr. 4: Franziskanerkloster mit Franziskanerkirche
→ siehe auch Hauptartikel Franziskanerkirche (Wien)
Auf dem weitläufigen Gelände zwischen Franziskanerplatz, Singerstraße, Weihburggasse und Seilerstätte wurde zunächst von Wiener Bürgern das urkundlich 1384 erstmals genannte Büßerinnenhaus St. Hieronymus gegründet. In ihm lebten ehemalige Prostituierte. 1387 wird auch eine Kapelle erwähnt. Während des 15. Jahrhunderts erfolgte ein Um- und Neubau von Wohn- und Kirchengebäuden, die 1476 geweiht wurden. Beim Stadtbrand 1525 wurde auch das Büßerinnenhaus zerstört. 1572 war hier ein Waisenhaus für Mädchen untergebracht, ehe 1589 der Franziskanerkonvent einzog. Dieser ließ an der Ecke zur Weihburggasse die Kirche in Formen der süddeutschen Renaissance mit gotischen Nachklängen nach Plänen von Pater Bonaventura Daum ab 1603 neu errichten. Sie wurde 1611 geweiht und erlebte als Teil der katholischen Klosteroffensive Kardinal Khlesls bald regen Zulauf. Aus diesem Grund wurde das dicht vor der Kirche stehende Haus 1624 abgerissen und der Franziskanerplatz geschaffen. Zwischen 1783 und 1792 war die Kirche vorübergehend eine eigene Pfarrkirche.
Das Kirchengebäude ist ein streng symmetrisch angelegter Saalbau mit einem gleich breiten Chor mit 5/8-Schluss. Zwischen Strebepfeilern befindet sich ein rundumlaufender Kapellenkranz. An den Chor schließt ein Campanile an. Den Platz beherrscht die gequaderte Renaissance-Giebelfassade der Kirche. Das mittlere Gesims wird durch drei gotisierende Spitzbogenfenster, die um ein großes Rundfenster gruppiert sind, unterbrochen. In Nischen stehen die Figuren der hll. Franziskus und Antonius von Padua aus dem Jahr 1742. Weitere Statuen stehen frei am Giebel – ganz oben Gottvater mit einem Spruchband, in der Mitte die Jungfrau Maria und der Erzengel Gabriel und unten die hll. Klara und Ludwig. Der spätbarocke Portalvorbau stammt von Franz Anton Pilgram aus dem Jahr 1742. Auf ihm steht die Statue des hl. Hieronymus, dem die Kirche geweiht ist.

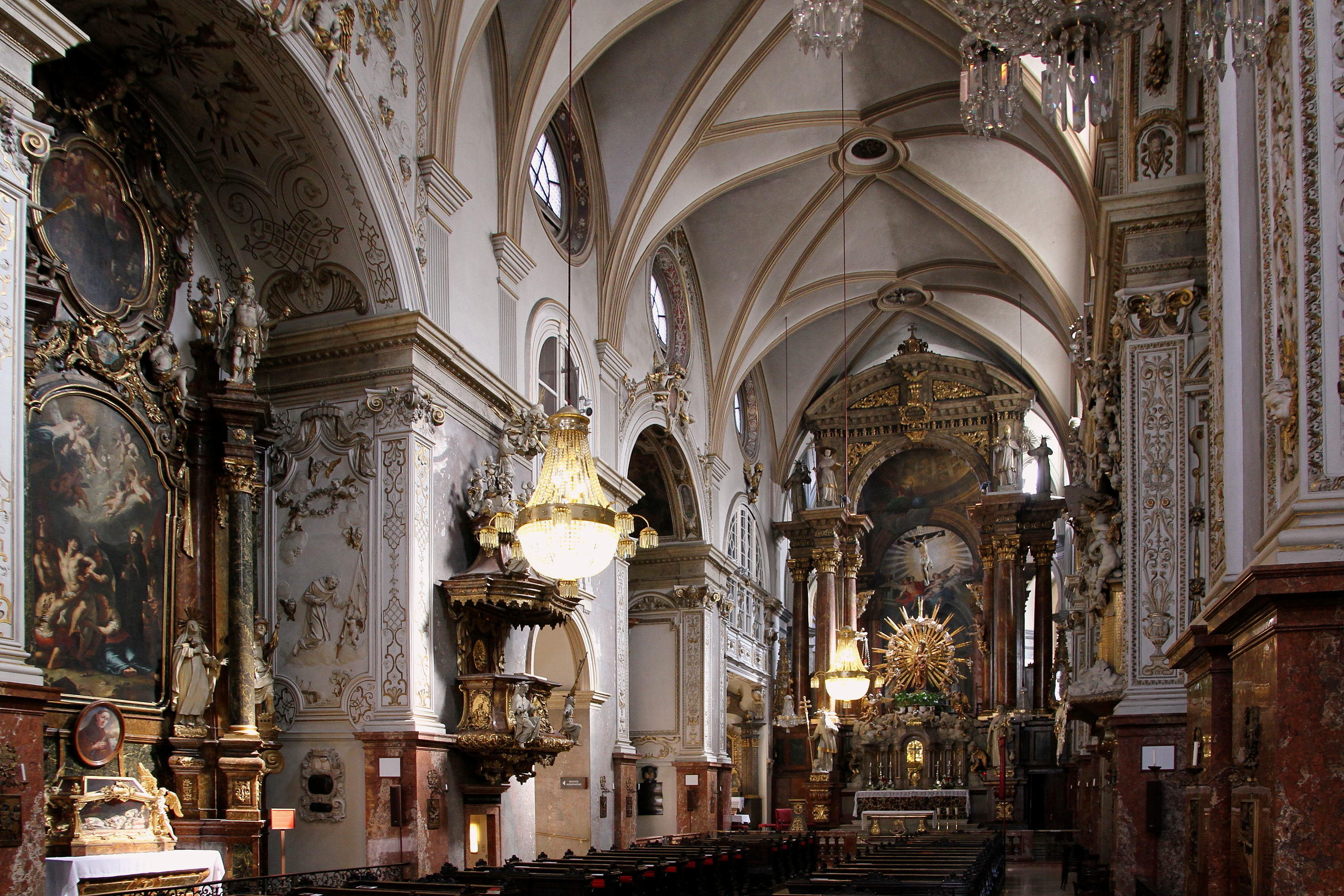
Innenraum der Franziskanerkirche

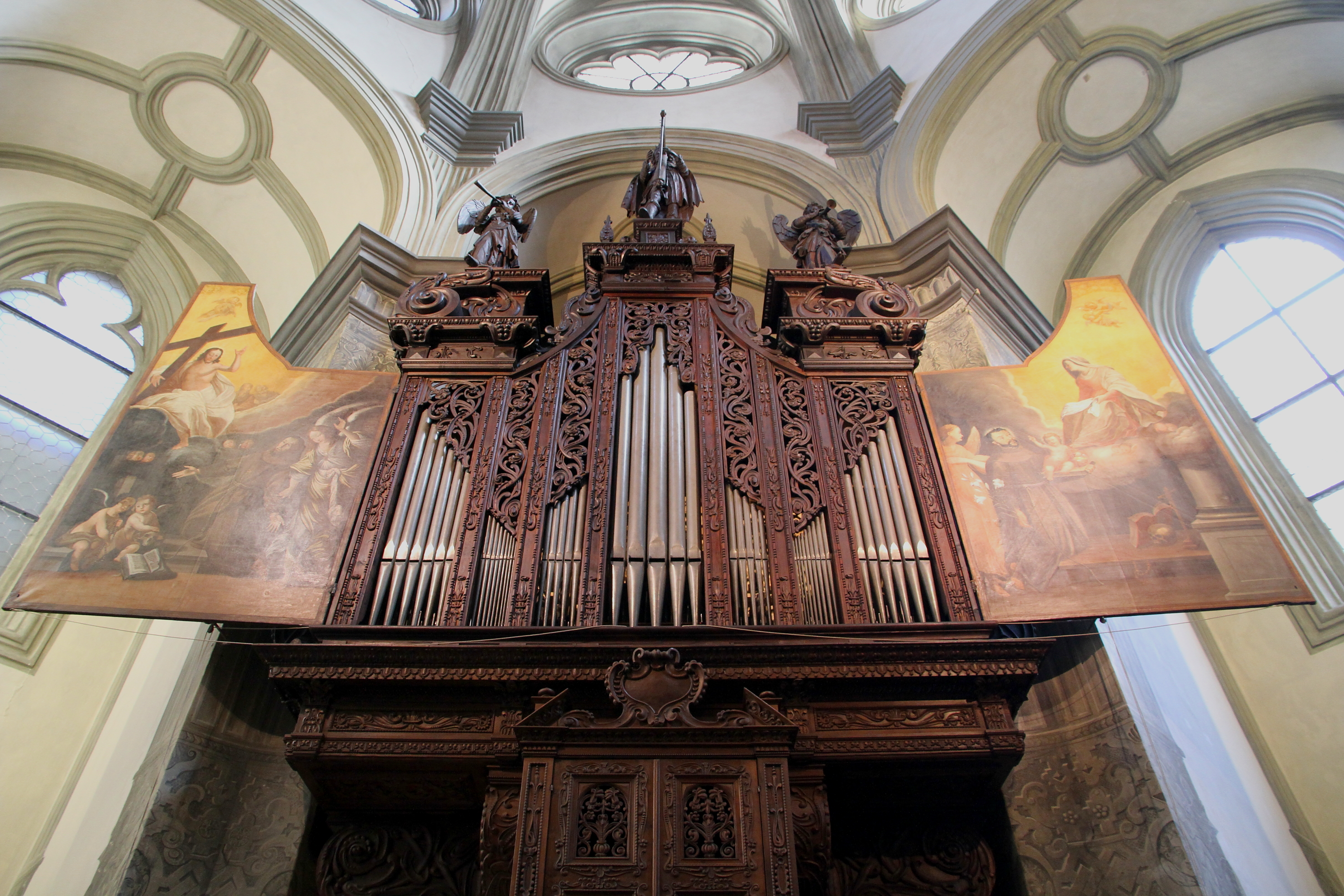
Wöckherl-Orgel (1642)

Das Kircheninnere ist hochbarock ausgestaltet, wobei die zwischen den Kapellen eingezogenen Strebepfeiler und die Stuckrippen der Gewölbe einen gotischen Eindruck erwecken. Der Mönchschor wird nach oberitalienischem Vorbild durch den Hochaltar völlig vom Kirchenschiff getrennt und ist über die Sakristei zugänglich.
Der Hochaltar wurde 1706 von Andrea Pozzo geschaffen. Über dem Tabernakel befindet sich die Gnadenstatue der Madonna aus Grünberg in Böhmen aus der Zeit um 1505, deren später hinzugefügte Axt daran erinnert, dass sie in der Reformationszeit zerstört werden sollte. An der rechten Seite schließt sich die Kapelle des hl. Petrus von Alcantara an, die von Kaiser Leopold I. gestiftet wurde. Auf dem Altarbild von Matthäus Managetta von 1671 ist der Heilige zu sehen, der von der kaiserlichen Familie verehrt wird; im Hintergrund erkennt man die Stadt Wien. Es folgt die Kreuzkapelle mit dem Altarbild der Kreuzigung von Carlo Carlone aus den frühen 1720er Jahren. In der Kapelle des Guten Hirten befindet sich ein Altarbild von Ignaz Heinitz von Heinzenthal um 1720, das Christus zeigt, der sein Blut den Lämmern zum Trank reicht. Der letzte Altar auf der rechten Seite in der Antoniuskapelle stammt aus dem Jahr 1768 von einem unbekannten Künstler und zeigt Szenen aus dem Leben des Heiligen. Diesem gegenüber auf der linken Seite liegt die Sebastianskapelle, die Familienkapelle der Grafen Colloredo. Der Altar wurde wahrscheinlich 1696 von Matthias Steinl entworfen, ein Aufsatzbild der Immaculata stammt möglicherweise von Johann Michael Rottmayr. Es folgt die von den Grafen Hoyos gestiftete Kapelle des hl. Johannes Capistran, deren Altar 1723 ebenfalls wahrscheinlich von Matthias Steinl entworfen wurde. Die Altarbilder stammen von Franz Xaver Wagenschön (1761). Nach der Kanzel (1726) schließt sich die Immaculata-Kapelle an, deren Altar wiederum Matthias Steinl zugeschrieben wird. Die Altarbilder schuf 1721 Johann Georg Schmidt. Der letzte Altar vor dem Hochaltar auf der linken Seite befindet sich in der Franziskuskapelle und zeigt ein Bild des hl. Franziskus in Verzückung von Johann Georg Schmidt (1722).
Bedeutend ist die Chororgel von Hans Wöckerl aus dem Jahr 1642 mit ihren gemalten und geschnitzten Gehäuseteilen. Es handelt sich um die älteste Kirchenorgel Wiens.

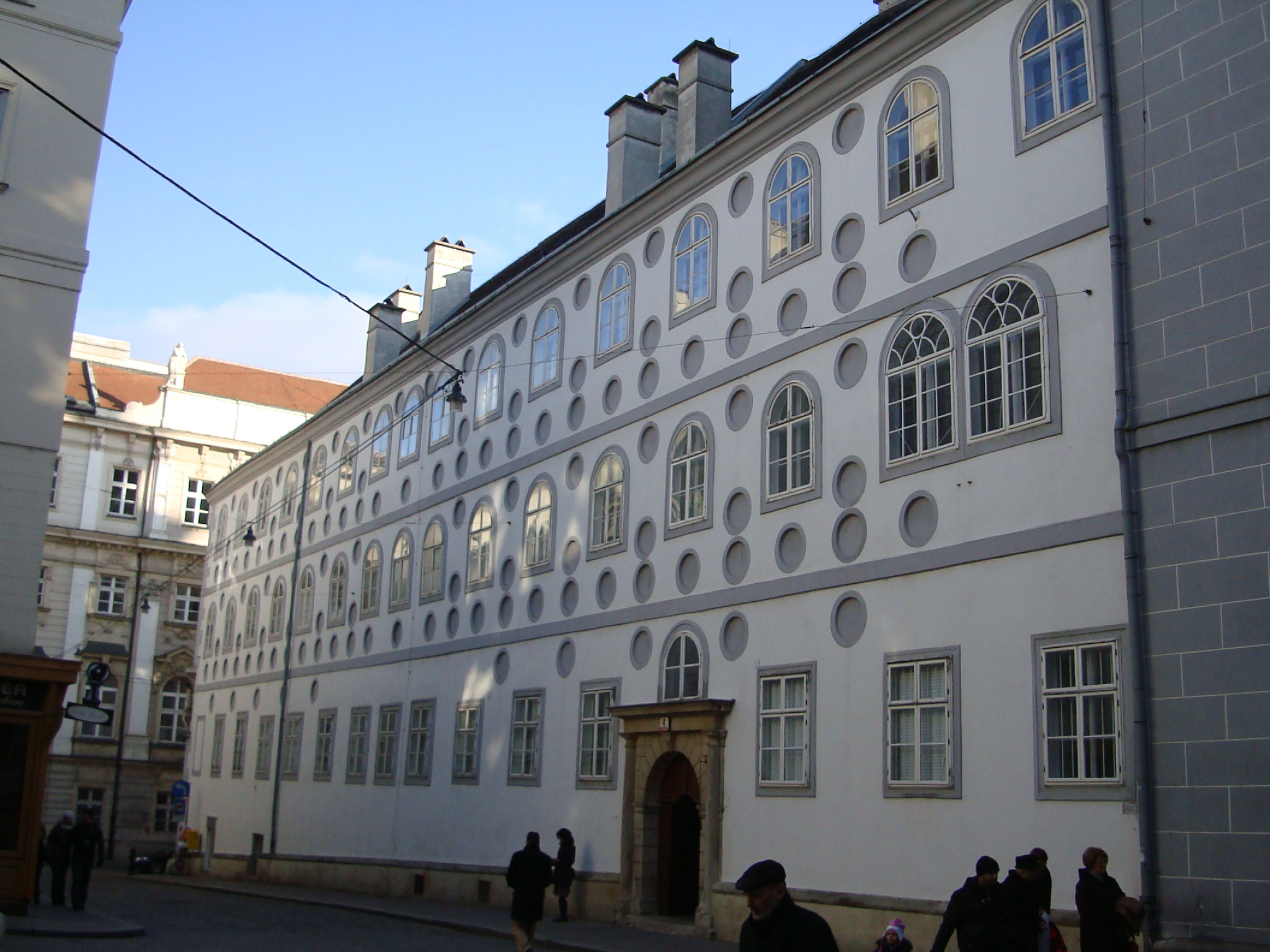
Franziskanerkloster

Nördlich der Kirche schließen sich die zweischiffige Beichtkapelle, der Tummelplatz und die Sakristei an, die zu den eigentlichen Klosterbauten überleiten. Das aus mehreren Trakten bestehende Franziskanerkloster an der Ecke Singerstraße / Franziskanerplatz besitzt im Kern noch gotische Bauteile. Es wurde ab 1614 von Abraham Mall und seinem Nachfolger Petrus Centner neu erbaut. Direkt an der Ecke befindet sich die Statue Christus vor der Geißelsäule. Auffallend ist die Fassadendekoration mit vertieften Kreisfeldern. Die Gebäude stehen unter Denkmalschutz.

### Nr. 5: Wohnhaus
Das auf drei Seiten freistehende Haus wurde 1796–1797 von Ernest Koch für Josef Freiherrn von Weinbrenner erbaut. Das frühklassizistische Gebäude liegt an der Ecke Franziskanerplatz / Ballgasse, wobei die Einmündung der Ballgasse in den Franziskanerplatz durch das Haus überbaut ist. Südlich und östlich führt die Ballgasse um die Rückfront des Hauses herum.
An der Hauptfassade zum Franziskanerplatz befinden sich zwei Rundbogenportale mit Schlusssteinmasken und Zopfornamenten (das rechte führt in das Haus, das linke bildet den Durchgang der Ballgasse). In der Oberzone der Fassade liegt auf mächtigen Konsolen ein zweiachsiger Balkon mit Balustrade; die Giebelfenster sind additiv gereiht. Die geknickte Fassade zur Ballgasse ist schlichter gehalten, die Fensterverdachungen sind gerade und an der Straße befinden sich Prellsteine. Im Innenhof sind Brunnennischen mit Masken. Zum Franziskanerplatz hin ist noch spätmittelalterliches Kellermauerwerk erhalten.
Das Gebäude steht unter Denkmalschutz.

### Nr. 6: Wohnhaus

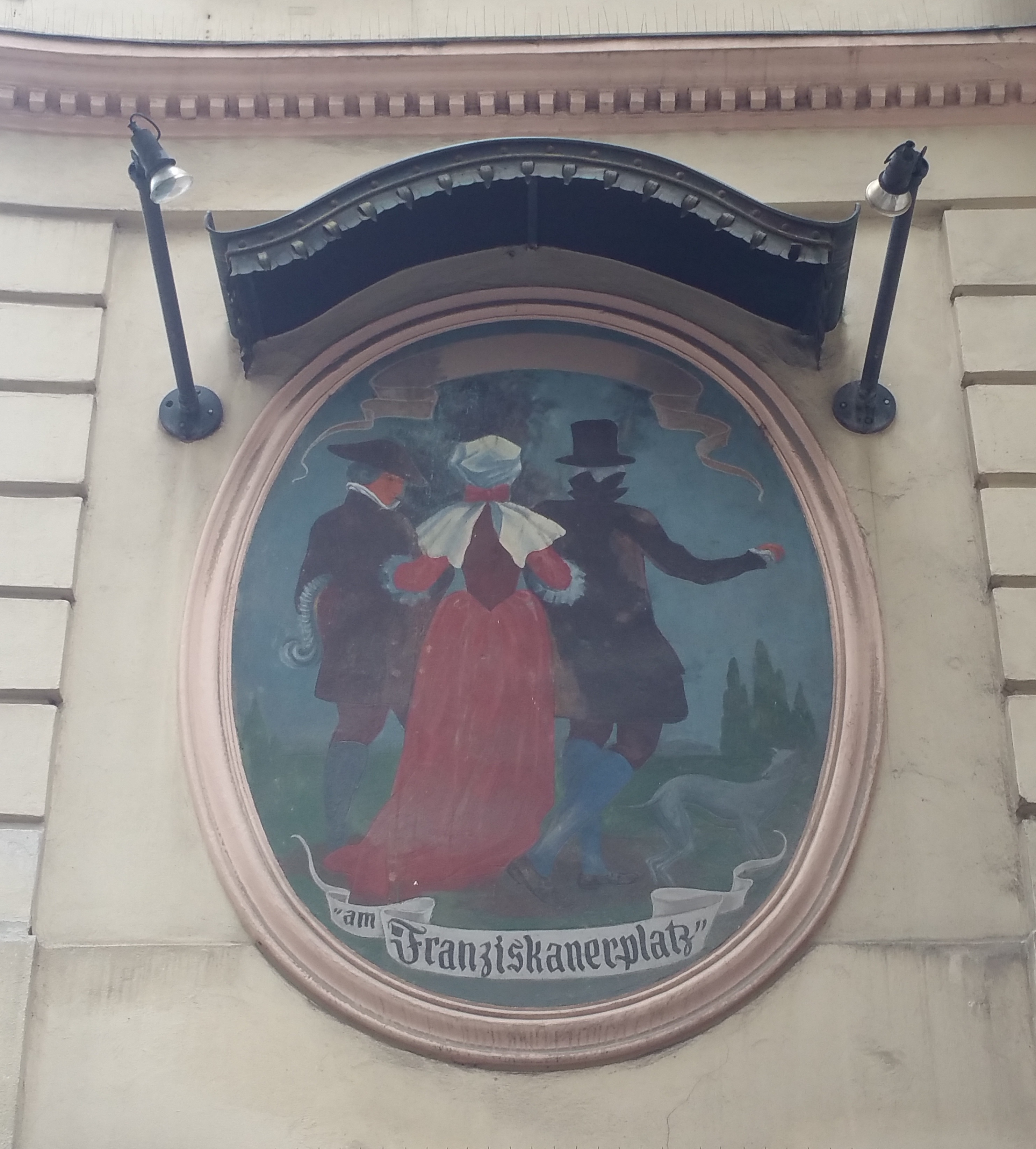
Wandgemälde am Franziskanerplatz 6

Anstelle eines im Besitz des Himmelpfortklosters befindlichen Vorgängerbaues errichtete Franz Duschinger 1783–1786 das jetzige Gebäude für Anna von Gassner. Der Hausbrunnen des Vorgängergebäudes wurde für den Mosesbrunnen am Franziskanerplatz verwendet und sollte ursprünglich durch zwei plastisch dekorierte neue Brunnen vor der Fassade des Hauses ersetzt werden. Die Pläne dazu wurden aber nicht verwirklicht.
Am gebänderten Sockel befindet sich ein Korbbogenportal. Darüber liegt auf Doppelkonsolen ein Balkon mit Schmiedeeisengeländer und ein Allianzwappen mit Freiherrnkrone, über das ein Gesims rundbogig herumgeführt wird. Die Fenster an der glatt verputzten Oberzone sind vertikal miteinander verbunden und im zweiten Obergeschoß segmentgiebelverdacht, im dritten Obergeschoß gerade verdacht.
Bemerkenswert ist die surrealistische Ausstattung von Leherb aus dem Jahr 1979. Es sind Gittertüren in der Einfahrt zum Innenhof und zum Stiegenhaus, ein Geschäftsportal aus Stuck mit figuralen Torsi und ein Taubenbrunnen aus Bronze sowie Bruchsteinkeramik im Innenhof.
An der rechten Feuermauer zur Weihburggasse befindet sich unter einer Blechverdachung ein ovales Wandgemälde mit Spaziergängern und der Inschrift Am Franziskanerplatz aus dem Jahr 1951. Das Haus steht unter Denkmalschutz.